# Edmundston Airport
Edmundston Airport är en flygplats i Kanada.   Den ligger i provinsen New Brunswick, i den östra delen av landet, 600 km öster om huvudstaden Ottawa. Edmundston Airport ligger 149 meter över havet.
Terrängen runt Edmundston Airport är huvudsakligen kuperad, men åt nordost är den platt. Edmundston Airport ligger nere i en dal. Närmaste större samhälle är Edmundston, 17,0 km sydost om Edmundston Airport.
I omgivningarna runt Edmundston Airport växer i huvudsak blandskog. Runt Edmundston Airport är det ganska glesbefolkat, med 40 invånare per kvadratkilometer.